# 田中沙百合
田中 沙百合（たなか さゆり、1987年6月21日 - ）は、日本のタレント、モデル。
長崎県大村市出身。活水女子大学文学部英語学科卒。2016年3月に「ミス日本酒」に選出された。現在は東京都在住。
身長167cm、血液型はB型。

## 来歴
地元長崎の活水女子大学在学中からモデル・タレント活動を始め、長崎文化放送の朝の情報番組「はなきん」でレポーターデビュー。レギュラーを4年間務めた。その他、長崎県政番組「平成ながさき瓦版」など様々な番組にレギュラー出演。
2011年以降、博多座「北島三郎特別公演」のまつり娘としてバックダンサーを3回務め、北島三郎最後の舞台に出演。
2012年にナガサキレイ大村市代表に選出。翌2013年には全国応募総数約2000人の中から第34期宝くじ「幸運の女神」に選ばれ、宝くじに関するメディア出演、宝くじ抽選会での司会アシスタントなど、1年間で全国47都道府県を回る。その際、全国の地酒に触れたことが後に「ミス日本酒」への応募のきっかけとなった。同年11月には、ミス・ユニバース・ジャパン長崎大会で審査員特別賞を受賞している。
2015年には拠点を東京に移し、フジテレビ月9ドラマ 「5→9 ～私に恋したお坊さん～」に英会話学校の生徒役として出演。初めてドラマへのレギュラー出演を果たした。また、テレビ東京「ビジネスレポート」「Tokyo ほっと情報」にレポーターとして出演。その他、NBCユニバーサル・エンターテイメントジャパンやワーナー エンターテイメント ジャパンの映画DVD発売記念試写会イベントでアシスタントを務めるなど活動の幅を広げた。
2016年3月に京都ホテルオークラで開催された「2016ミス日本酒（Miss SAKE）最終選考会」に長崎代表として出場し、応募総数850人の中からグランプリを獲得。同時に地域活動貢献賞も受賞した。

## 人物
- 3人兄妹の末っ子である。兄が2人いる。
- お菓子のグミが好き。

特技は剣道（四段）。2人の兄の影響で3歳から始め、大学まで19年間続けた。小学生の時に全国大会に2度出場。中学・高校ではキャプテンを務め、長崎大会でベスト8まで進んだ。剣道の日本代表選手達との交友が深い。また、総合武道具メーカー「三恵」のイメージモデルを務めている。2016年3月に、国内外に日本酒の魅力を伝えるアンバサダー「ミス日本酒」に選ばれ、その活動で海外を訪れるうちに「国酒である日本酒と共に、剣道で培った凛とした日本人の心も伝えていきたい」との強い思いが芽生え、8年のブランクを経て剣道を再開。同年12月に行われた昇段審査会にて四段を受審し合格。
趣味は英会話、旅行、乗馬。幼い頃より英語を学び、二級を持っている。中学・高校では多くの英語弁論大会に出場。また、中学生の時に地元大村市の姉妹都市であるポルトガルのシントラを少年少女使節団として訪れ、この時の経験が海外、英会話へ興味を深めるきっかけとなった。乗馬はライセンスを取得している。
2014年度ミス・ユニバース日本代表の辻恵子、2015年度ミス・ユニバース日本代表の宮本エリアナらと親交が深い。

## 出演歴
- 2009年 - 2012年 ： 長崎文化放送「はなきん」レギュラーリポーター
- 2009年 ： 銀座博品館劇場 三田村邦彦主演舞台「幕末義侠伝～CHUJI～」
- 2010年 ： 総合武道具メーカー「三恵」イメージモデル
- 2011年 ： 長崎県政番組「平成ながさき瓦版」レギュラー出演
- 2011年 ： 博多座「北島三郎特別公演」まつり娘
- 2012年 ： 博多座「北島三郎特別公演」まつり娘
- 2012年 ： ナガサキレイ大村市代表
- 2013年 ： 第34期宝くじ「幸運の女神」
- 2014年 ： 長崎文化放送「NCCスーパーJチャンネル長崎」内「マリア復活の丘」レギュラー出演
- 2015年 ： 博多座「北島三郎特別公演」まつり娘
- 2015年 ： テレビ東京「ビジネスレポート」
- 2015年 ： テレビ東京「Tokyo ほっと情報」レポーター
- 2015年 ： フジテレビドラマ「5→9 ～私に恋したお坊さん～」英会話学校の生徒役
- 2016年 ： 体育とスポーツ出版社「剣道時代」4月号
- 2016年 ： テレビ長崎「ヨジマル！」
- 2016年 ： NHK 長崎放送局「イブニング長崎」
- 2020年 ： テレ朝チャンネル「剣道女子」 #8[7]
- 2021年 ： フジテレビドラマ 「SUPER RICH」

## 受賞歴
- 2013年 ミス・ユニバース・ジャパン長崎大会審査員特別賞
- 2016年 ミス日本酒（Miss SAKE）グランプリ、地域活動貢献賞